# 东方肖榄
东方肖榄（学名：Platea parvifolia）为茶茱萸科肖榄属下的一个种。